# 阿爾特馬 (伊利諾伊州)
阿爾特馬（英語：Altmar）是位於美國伊利諾伊州拉薩爾縣的一個非建制地區。該地的面積和人口皆未知。

## 地理
阿爾特馬的座標為41°08′31″N 88°53′33″W / 41.14194°N 88.89250°W，而該地的平均海拔高度為195米（即640英尺）。